# Cryptocanthon genieri
Cryptocanthon genieri là một loài bọ cánh cứng trong họ Bọ hung (Scarabaeidae).